# Nodi lymphoidei colici

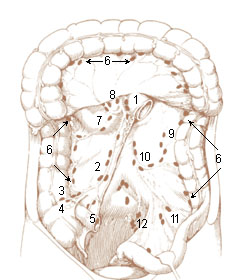
Lymphknoten des Dickdarms, Nr. 6 bezeichnet die Nll. colici.

Die Nodi lymphoidei colici (Colon-Lymphknoten, Nll. colici, veraltet Nll. mesocolici; in der Tieranatomie Lymphonodi colici) sind eine Gruppe von Lymphknoten in der Bauchhöhle. Sie liegen an der Arteria colica media, Arteria colica dextra und Arteria colica sinistra. Entsprechend der Lage an den jeweiligen Arterien unterteilt man sie in die Nodi lymphoidei colici medii, dextri et sinistri.
Das Einzugsgebiet der Lymphknoten ist das Kolon (Grimmdarm). Die Lymphe fließt nach Pasage durch die Kolon-Lymphknoten in die Mesenteriallymphknoten und von dort in den Truncus intestinalis.